# Тофуку-дзі

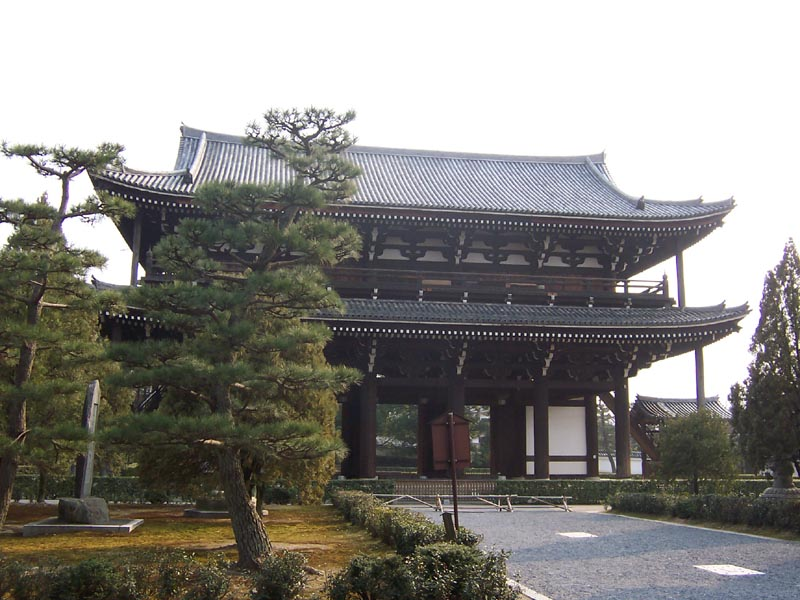
Ворота саммон

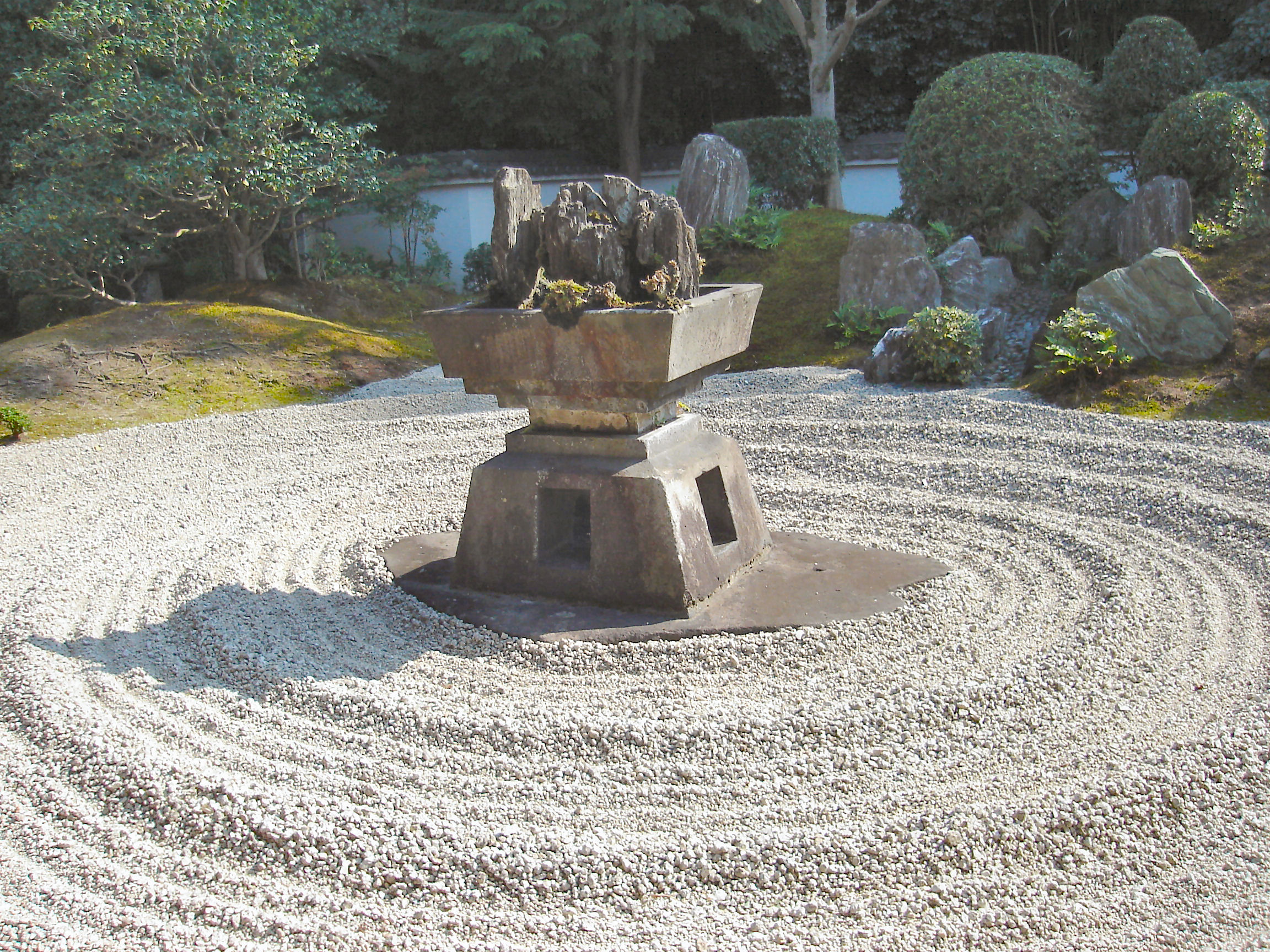
Сад каміння

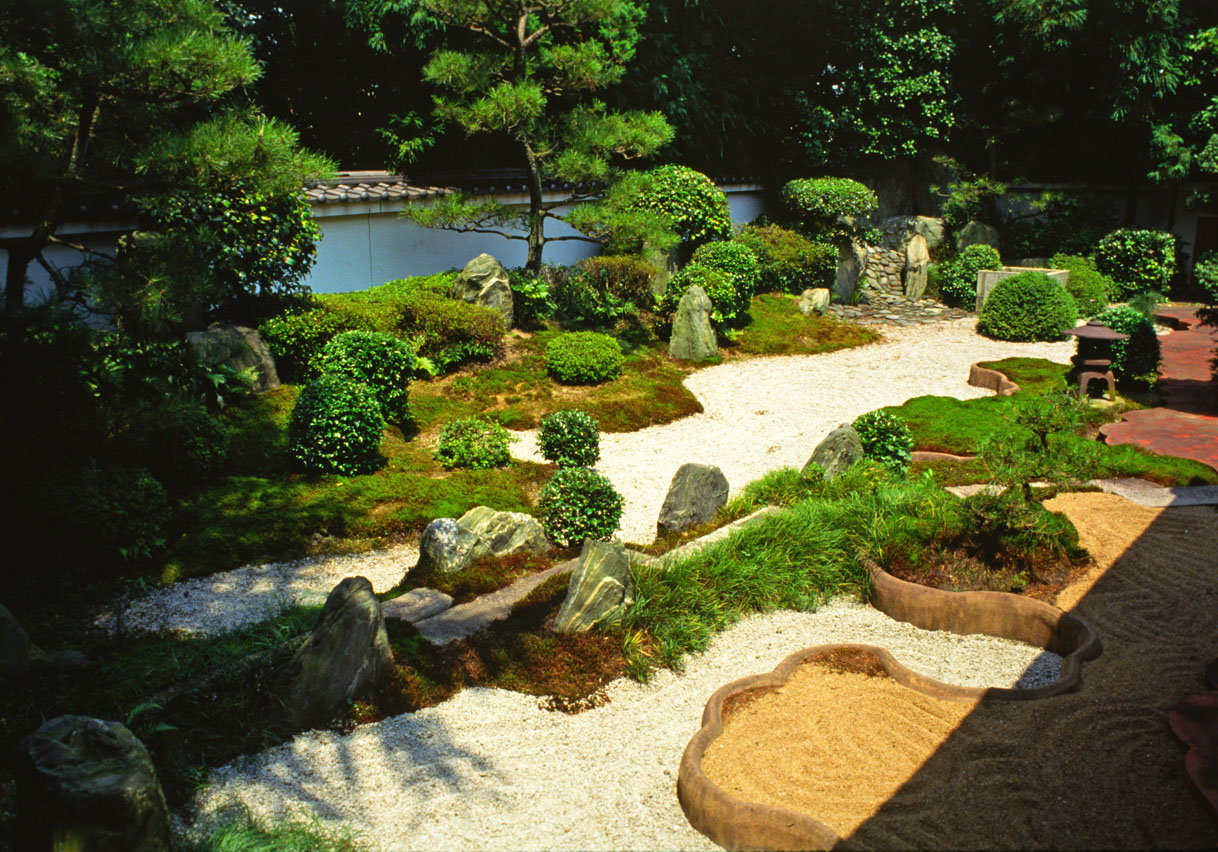
Сади, засновані в 1939

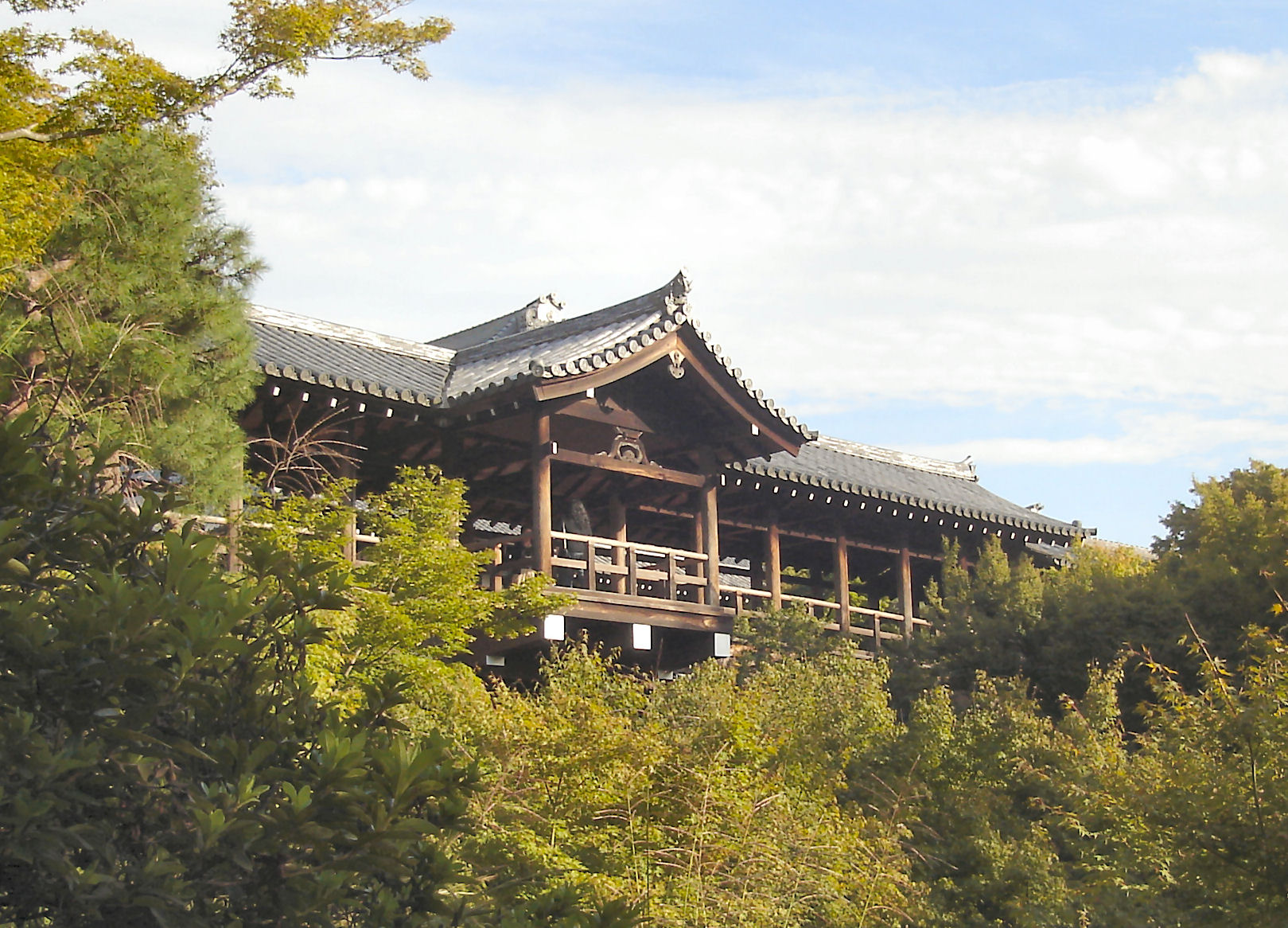
Цутенке

34°58′33″ пн. ш. 135°46′25″ сх. д. / 34.975707° пн. ш. 135.773676° сх. д.
Тофуку-дзі (яп. 東福寺 — буддійський храмовий комплекс на південному сході Кіото, Японія.
Храм заснував монах Енні в 1236 році. Храм належить дзенській школі Ріндзай. Назву храму скомбіновано з назв найбільших храмів у Нара — монастир Кофуку і монастир Тодай. Храм побудували за вказівкою Кудзьо Мічіє, визначного політичного діяча Японії епохи Камакура.
Ворота храму саммон — найдавніші з воріт дзенських храмів у Японії і є національним надбанням. Висота споруди становить 22 метри.
До складу всього храмового комплексу входить 24 храми, хоча раніше було 53, багато будівель не збереглися.

## Сади храмового комплексу Тофуку-дзі
Храм знаменитий своїми кленами, червоне листя яких стає дуже мальовничим восени.
На території храмового комплексу розташовані багато садів, найвідоміші з яких 4 дзенівські сади (Північний, Південний, Західний і Східний) храму Ходзьо — будівлі, де проживали служителі. Сади були створені в 1939 році Мірей Сігеморі (重森三玲, Mirei Shigemori), відомим японським фахівцем з садово-паркової архітектури та істориком японських садів, і вирішені в різних стилях і напрямках.
- Північний сад являє собою майданчик, на якому в шаховому порядку розташовані невеликі квадрати з моху і каменю. По краях майданчика розташовані невисокі підстрижені кущі.
- Південний сад складається з 4 груп каменів і валунів, розташованих на майданчику, посипаному гравієм. У крайньому правому куті західного боку розташовані п'ять покритих мохом «гір» і одиничний бонсай у правильному прямостоячому стилі.
- Західний сад являє собою поєднання кущів азалій, сформованих у вигляді низьких паралелепіпедів з квадратною основою, окремих посадок чагарників і садових бонсай на щебеневому «полі» і «газонів» з моху.
- Східний сад складається з семи циліндричних каменів різної висоти, розміщених у порядку зірок в сузір'ї Великої Ведмедиці. Ці камені спочатку використовувалися як фундаментні в різних будівлях храму. Камені розташовуються на полі зі щебеню.

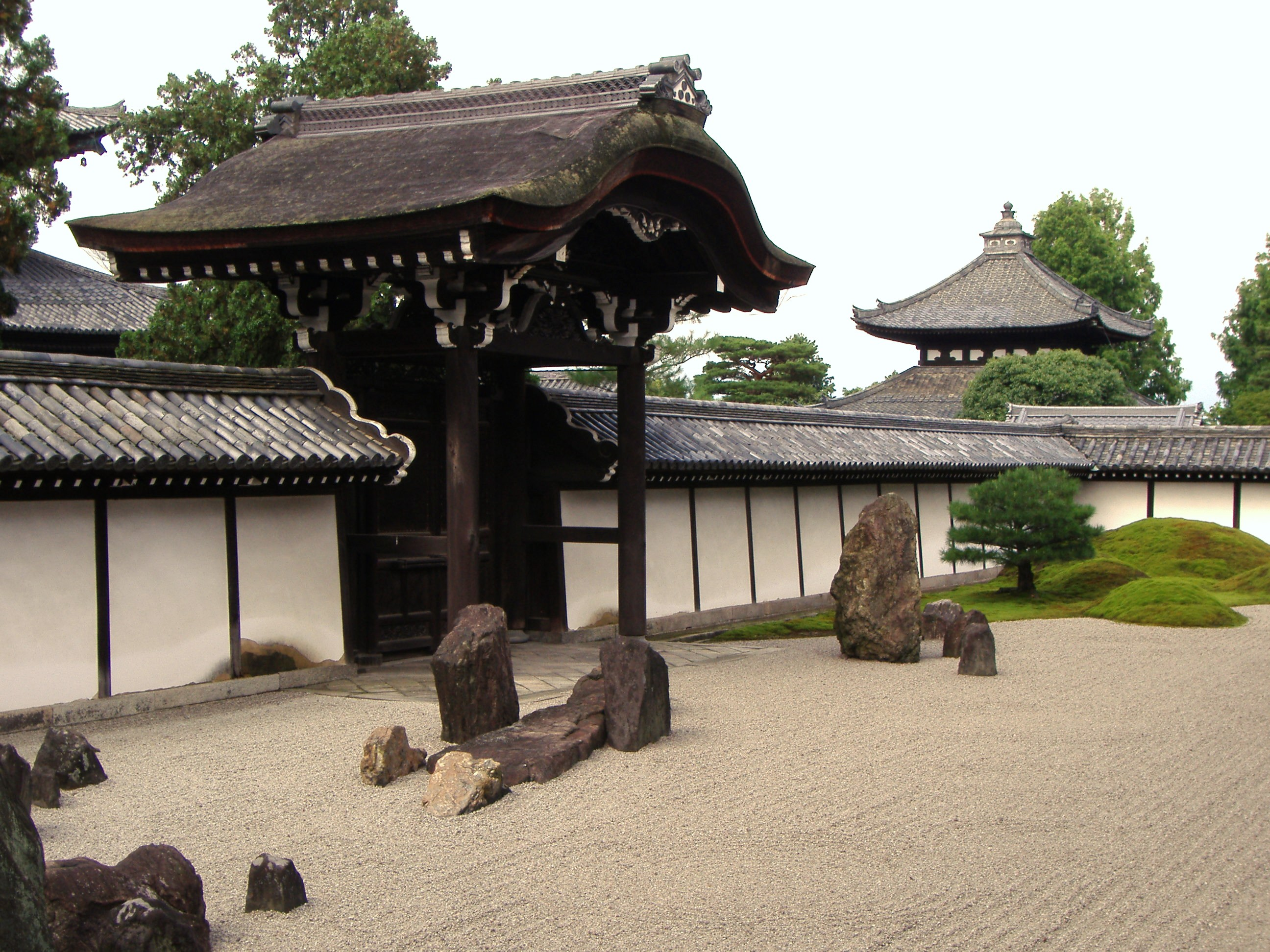
Південний сад
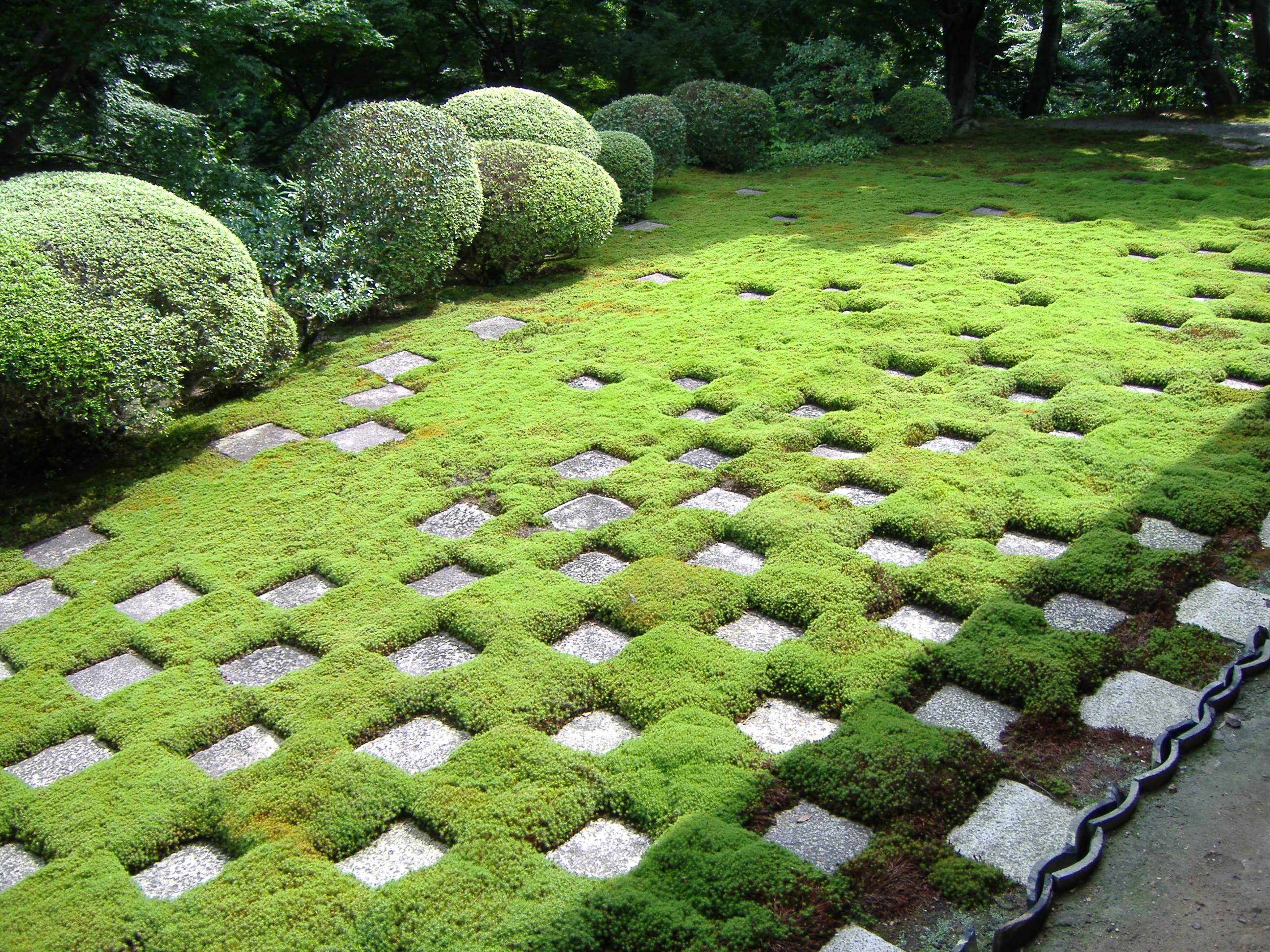
Північний сад
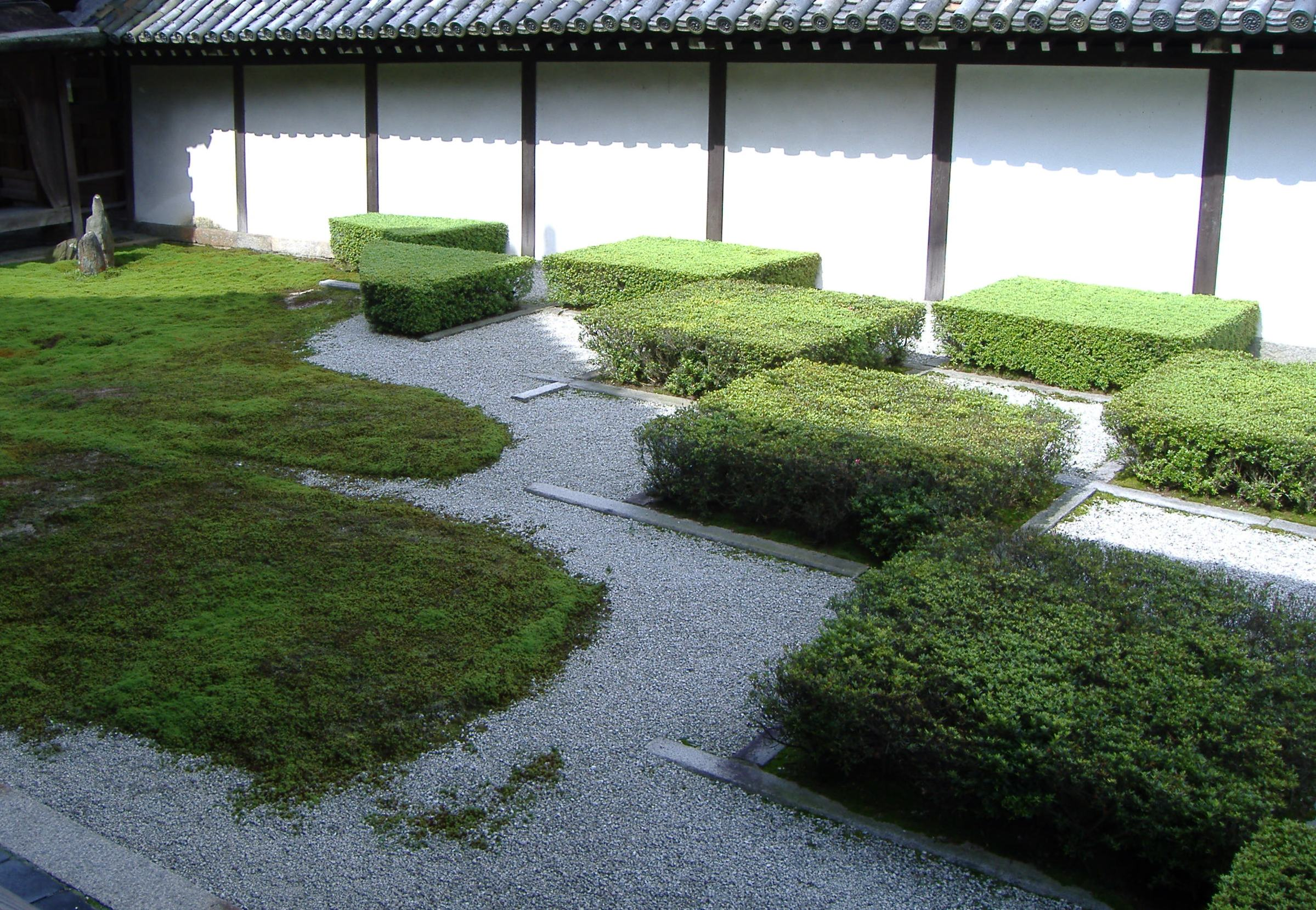
Західний сад
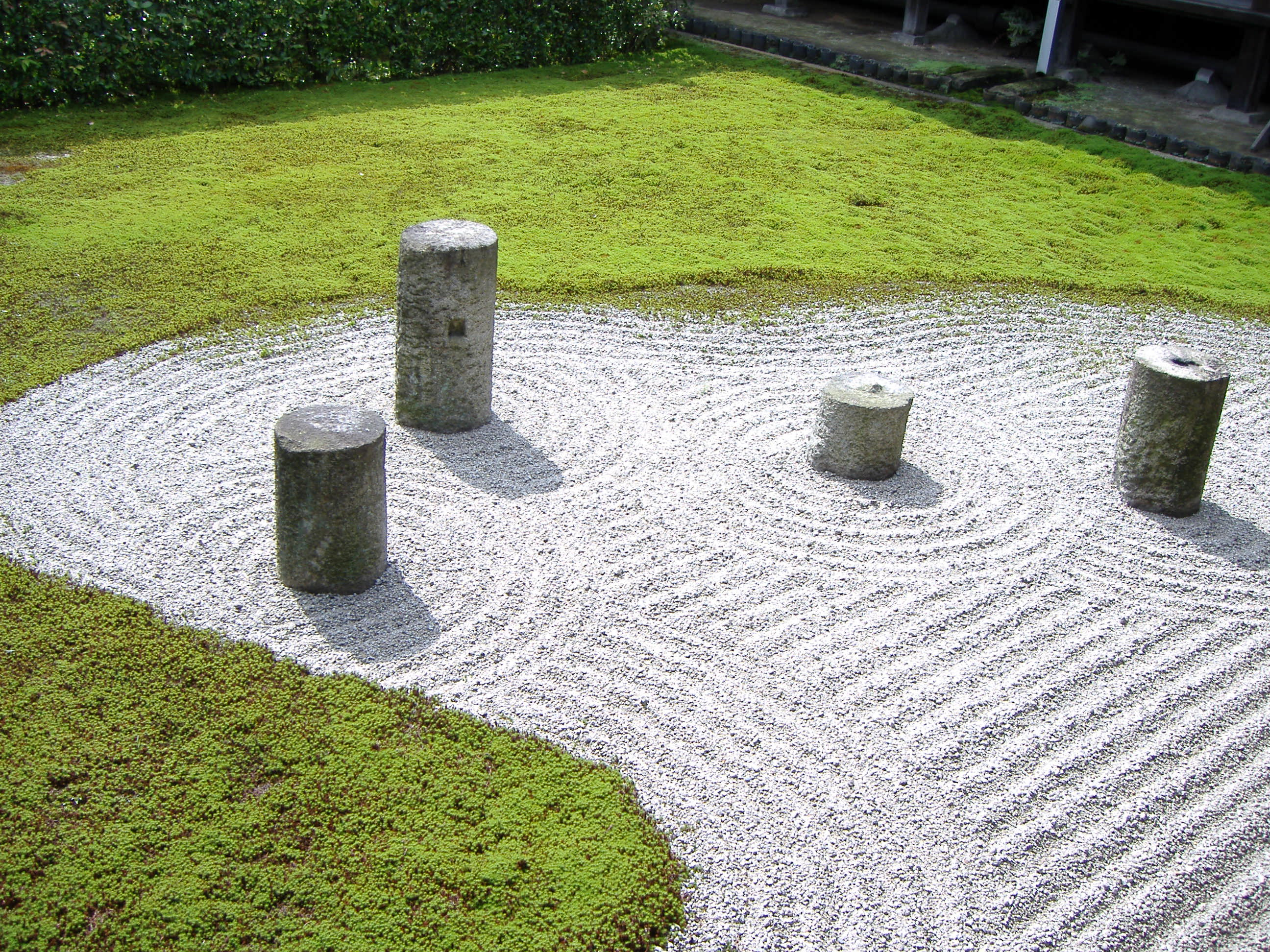
Східний сад